# Театр Колумба (Богота)
Театр Колумба (исп. El teatro Colón) — театр в городе Богота (Колумбия), занимающий площадь 2400 м² и вмещающий 900 зрителей.
Здание театра выполнено в неоклассическом стиле по проекту итальянского архитектора Пьетро Кантини. Строительство началось 5 октября 1885 году, театр был открыт 12 октября 1892 года, к четырёхсотлетию открытия Америки Колумбом. Театр был признан одним из «чудес» во время проведения национального конкурса «7 чудес Колумбии».